# Requeil

Requeil este o comună în departamentul Sarthe, Franța. În 2009 avea o populație de 1,178 de locuitori.